# Bang Bang Lucky Luke
Bang Bang Lucky Luke ist das Titellied der ab 1983 ausgestrahlten Zeichentrickserie Lucky Luke, das im Original von Jacques Cardona und in der deutschsprachigen Version vom österreichischen Sänger Freddy Quinn gesungen wurde.

## Entstehung
Die Komponisten sind Haim Saban, Shuki Levy und Claude Bolling, der Text stammte von Haim Saban. Bei der Gesellschaft für musikalische Aufführungs- und mechanische Vervielfältigungsrechte sind als Originalverlag Editions la Marguerite und Dargaud sowie als Subverleger die La Chunga Music Publishing GmbH und die Royal Flame Music GmbH eingetragen. Als Spezialtextdichter einer zweiten Version ist Michael Frielinghaus angegeben.

## Text
Im Lied wird Lucky Luke als „Star und Westernheld“ besungen, „der den Bösen mutig sich entgegenstellt“. Er habe ein „Herz aus Gold und einen blitzschnellen Colt“. „So schnell und fair ist keiner wie er.“ „Er hat Glück und keiner legt ihn rein, er wird der Sieger sein. So schnell hinterher ist keiner wie er. Wenn ihr im entkommen seid, feiert die Gelegenheit, es bleibt euch nicht viel Zeit. Bei Not am Mann ist ein Mann genug, und das ist Lucky Luke.“

## Veröffentlichung
Die französischsprachige Version wurde von Jacques Cardona gesungen.
Freddy Quinn sang Bang Bang Lucky Luke für die Zeichentrickserie Lucky Luke. Laut serienoldies.de hätte dies „einen Teil des großen Erfolgs der Serie in Deutschland ausgemacht“. In Deutschland wurde die Serie erstmals am 2. Januar 1985 in der ARD ausgestrahlt. Das von Freddy Quinn gesungene Lied wurde 1983 für den Zeichentrickfilm Lucky Luke – Das große Abenteuer verwendet. Highlightzone.de bezeichnet diesen Film als „nicht wirklich gelungen“. Für diesen Film wurden drei Episoden der Zeichentrickserie zusammengefasst.